# Facit Förlags AB
Facit Förlags AB är ett svenskt registrerat aktiebolag, som årligen ger ut de så kallade FACIT-böckerna. Det finns tre olika varianter på Facit: Facit special, Facit Postal samt Facit Sverige. Facit special ges ut årligen och innehåller de nordiska ländernas samtliga frimärken. Facit Postal utges var femte år och inriktar sig på svenska ortsstämplar och posthistoria. Facit Sverige var den första Facit bok och gavs ut första gången 1947, utges vartannat år och innehåller en komplett samling av samtliga Sveriges frimärken och dess priser.  